# تصنيف اللغات مورفونحويا
تصنيف اللغات نحويا وصرفيا هو فرع من فروع التصنيف اللساني أو اللغوي، والذي يهتم بتصنيف اللغات وفق العلاقات الموجودة بين النحو (بناء الجملة) والصرف.
و يعني الأمر هنا خاصة المفاهيم المتعلقة بالصرف والاشكال المختلفة التي تتخذها أي كلمة.
هذا التصنيف لا يهتم بكيفية تشكل الكلمات.